# Імператор Священної Римської імперії
Імпера́тор Свяще́нної Ри́мської імпе́рії (лат. Imperator Romanus Sacer) — титул виборного монарха Священної Римської імперії. Для зручності першим імператором вважається Карл I Великий, що був коронований папою Левом III у 800 році, як імператор Заходу. Імператори Священної Римської імперії коронувалися папою Римським до XVI століття, а останній імператор — Франц II відрікся в 1806 році, під час Наполеонівських воєн. Слово «Римський» в титулі імператора є вираженням ідеї translatio imperii, згідно з якою імператори Священної Римської імперії були спадкоємцями імператорів Західної, а то і всієї Римської імперії. З 1772 по 1835 рік до повного титулу Імператора Священної Римської імперії серед переліку королівств було додано титул Король Галичини та Володимирії. Офіційна назва — імпера́тор ри́млян (лат. Romanorum Imperator), римський імператор; в німецькій історіографії — римсько-німецький імператор (нім. Römisch-deutscher Kaiser).

## Наслідування престолу

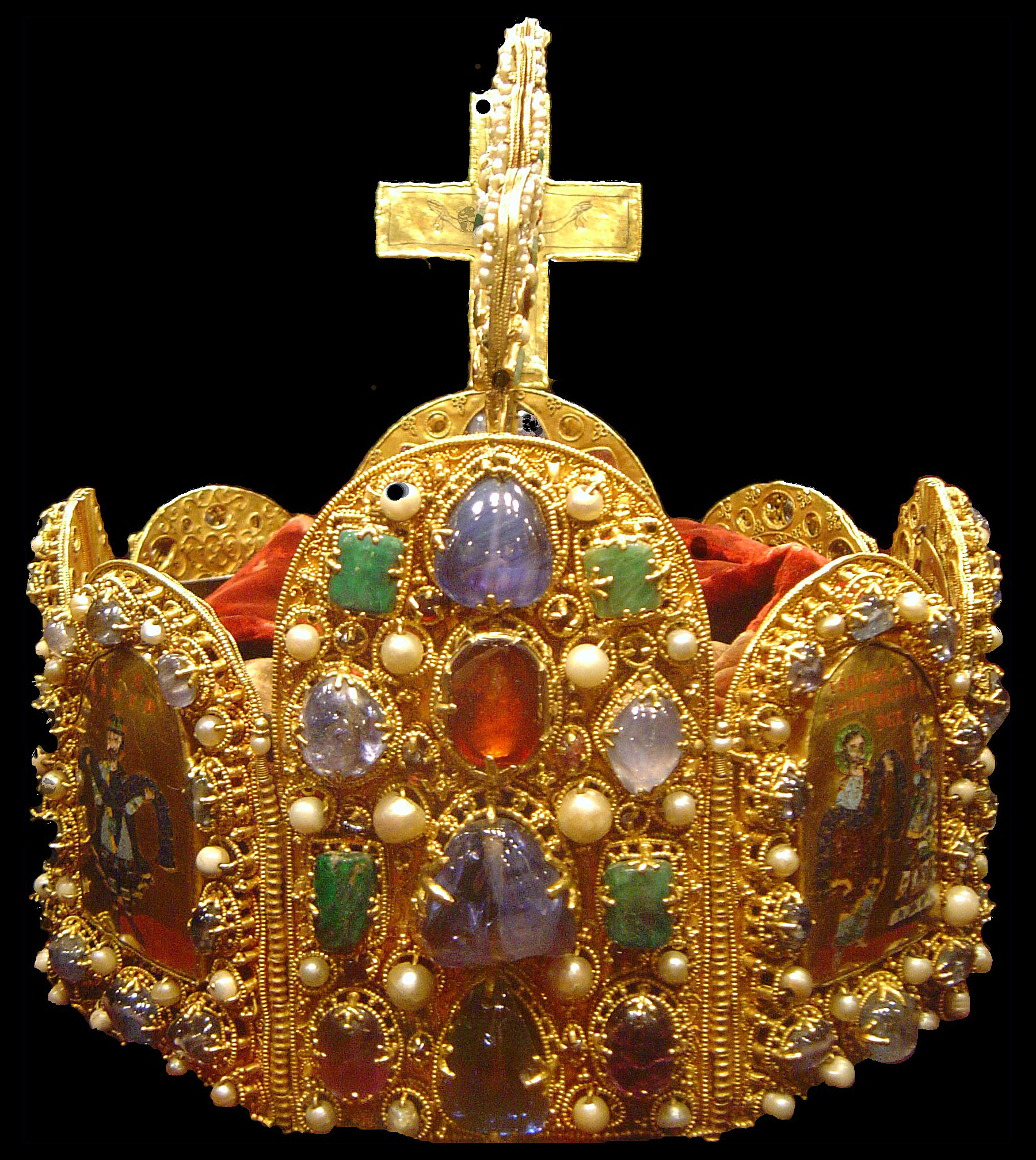
Корона імператорів Священної Римської імперії

Наслідування престолу Священної Римської імперії супроводжувалось великою кількістю особливостей. Імператорський престол, через вибори, був лише частково спадковим. Але часто імператорське звання залишалося довгий час в одній династії, та виборність вимагала від кандидатів робити поступки виборцям (так звані — Wahlkapitulationen, виборні капітуляції). Згідно із Золотою буллою 1356 року імператора обирала Колегія, що складалася з семи осіб (курфюрстів) і призначалася правлячим імператором. Але в 1623 році, під час Тридцятирічної війни, кількість курфюрстів зросла.
Формально обраним міг бути будь-який католик-чоловік.
З 1452 року королями Німеччини (а отже й імператорами Священної Римської імперії) завжди були представники дому Габсбурґів (з короткою перервою у 1742—1745 роках). Постійно, після 1556 року, король вступав на посаду обраного імператора для того, щоб не робити тривалої подорожі до Риму.

## Список
Цей перелік включає як коронованих, так і обраних імператорів. Нумерація подається із врахуванням королів Німеччини.

### Каролінги
- Карл I Великий (800—814)
- Людовик I Благочестивий (814—840)
- Лотар I (843—855)
- Людовик II (855—875)
- Карл II Лисий (875—877)
- Карл III Товстий (881—887)

### Династія Гвідескі
- Гі III Сполетський (891—894)
- Ламберт II Сполетський (894—898)

### Каролінги
- Арнульф I Каринтійський (896—899)
- Людовик III Сліпий (903—905)
- Беренгар I (915—924)

### Саксонська (Оттоніанська) династія
- Оттон I Великий (962—973)
- Оттон II (973—983)
- Оттон III (996—1002)
- Генріх II (1014—1024)

### Салії

Конрад ІІ 1027–1039
Генріх ІІІ 1046–1056
Генріх IV 1084–1105
Генріх V 1111–1125

### Суплінбурги

Лотар III 1133–1137

### Гогенштауфени

Фрідріх ІІ 1220–1250

Фрідріх І 1152–1190
Генріх VI 1191–1197

### Вельфи

Оттон IV 1209–1215

### Гогенштауфени
- Фрідріх ІІ
1220–1250

### Люксембурги

Карл IV 1355–1378
Сигізмунд І 1410–1437

Генріх VII 1312–1313

### Віттельсбахи

Карл VII 1742–1745

Людовик IV Баварський 1328–1347

### Люксембурги
- Карл IV
1355–1378
- Сигізмунд І
1410–1437

### Габсбурги

Фрідріх ІІІ 1452–1493
Максиміліан І 1508–1519
Карл V 1519–1556
Фердинанд І 1556–1564
Максиміліан ІІ 1564–1576
Рудольф ІІ 1576–1612
Матвій 1612–1619
Фердинанд ІІ 1619–1637
Фердинанд ІІІ 1637–1657
Леопольд І 1658–1705
Йосип І 1705–1711
Карл VI 1711–1740

### Віттельсбахи
- Карл VII
1742–1745

### Лотаринзький дім

Франц І 1745–1765
Йосиф II 1765–1790
Леопольд ІІ 1790–1792
Франц II 1792–1806